# Associação Athletica São Geraldo
A Associação Athletica São Geraldo, ou simplesmente São Geraldo, foi um clube de futebol brasileiro da cidade de São Paulo.

## História
Fundado em 1 de novembro de 1917, o clube tinha sede na Barra Funda e, posteriormente, mudou-se para o bairro vizinho Perdizes. Suas cores eram preto e branco. Sua característica marcante era que apenas pessoas negras compuseram sua diretoria e o seu plantel de atletas ao longo da sua história.
Filiou-se inicialmente à Associação Paulista de Esportes Atléticos, tendo participado das divisões menores do Campeonato Paulista organizado pela liga. Em 1922, o clube conquistou o título da Divisão Municipal da APEA, considerado o maior feito esportivo do clube, já que a competição daquele ano valia o troféu de campeão municipal centenário da Independência do Brasil.
Após uma cisão no futebol paulista em torno do profissionalismo, o São Geraldo deixou a APEA e aderiu à Liga dos Amadores de Futebol, nova entidade idealizada por clubes de raízes mais elitistas, como o Club Athletico Paulistano e o Germânia. No entanto, o clube da Barra Funda jamais pôde disputar o campeonato principal da nova liga, pois não havia sistema de acesso e descenso. Em 1929, último ano de existência dessa liga, o São Geraldo sagrou-se campeão da Divisão Intermediária.
Com o fim da LAF, o São Geraldo reintegrou-se à APEA, onde seguiu participando de competições de nível inferior. Em 1930, o clube venceu pela segunda vez a Divisão Municipal dessa liga.

## Títulos
- Campeonato Paulista - Série A2 = 1929
- Campeonato Paulista - Série A3 = 1922